# Asile d'Arkham
Pour les articles homonymes, voir Arkham (homonymie).
L’Asile d’Arkham (/ˈɑːrkəm/), de son nom complet Elizabeth Arkham Asylum for the Criminally Insane, est un hôpital psychiatrique fictif servant de prison qui apparaît dans les comics américains publiés par DC Comics. Il est surtout présent dans les histoires du super-héros Batman.
Il apparaît pour la première fois dans Batman no 258 (octobre 1974), écrit par Dennis O'Neil avec les dessins d’Irv Novick. L’Asile d’Arkham sert d’hôpital psychiatrique pour la région de Gotham City, abritant des patients qui sont des fous criminels. Les patients les plus dangereux sont souvent les pires ennemis de Batman tels que le Joker, Double-Face, Poison Ivy, le Sphinx, le Pingouin, Harley Quinn, Gueule d’Argile, Bane, le Chapelier Fou, Killer Croc, Mr. Freeze et l’Épouvantail.

## Présentation
Localisé à Gotham City, l’Asile d’Arkham est le bâtiment dans lequel les ennemis de Batman, qui sont considérés comme mentalement malades, sont amenés en tant que patients (les autres ennemis, simples gangsters et voleurs, sont incarcérés au Pénitencier de Blackgate). Bien qu’il eût de nombreux administrateurs, certains comic books ont présenté Jeremiah Arkham. Inspiré par les travaux de H. P. Lovecraft et plus particulièrement par sa ville fictive d’Arkham, dans le Massachusetts,, l’asile fut introduit pour la première fois par Dennis O'Neil et Irv Novick en 1974 ; mais une grande partie de l’histoire de ses origines a été créée par Len Wein durant les années 1980.
L’Asile a une sécurité médiocre et un taux de récidive élevé, du moins en ce qui concerne les patients les plus dangereux, tels que le Joker. Ils s’échappent fréquemment dès qu’ils le souhaitent, et ceux qui sont guéris et libérés ont tendance à récidiver. En outre, plusieurs membres de l’équipe soignante, dont le fondateur, le Dr. Amadeus Arkham, et son neveu, le Dr. Jeremiah Arkham, ainsi que les membres Dr. Harleen Quinzel, Lyle Bolton et dans certaines versions le Dr. Jonathan Crane et le Professeur Hugo Strange, sont devenus mentalement instables.
En plus, les prisonniers qui ont des conditions médicales inhabituelles, conditions qui les empêchent de rester dans une prison normale, sont incarcérés dans Arkham. Par exemple, Mr. Freeze n’est pas toujours dépeint comme fou, mais il a besoin d’un environnement très particulier pour rester en vie. Arkham, où ces conditions spéciales requises pour certains patients sont une régularité plutôt qu’une exception, est vu par les autorités comme le lieu idéal dans certaines circonstances.
Les criminels de Gotham jugés comme simplement « inaptes mentalement » par le tribunal sont généralement soignés au Williams Medical Center avant d’être jugés suffisamment dangereux pour être envoyés à l’Asile d’Arkham.

## Origines
Servant d’hôpital psychiatrique pour Gotham City, l’Asile d’Arkham à une longue histoire de violence qui commence avec son propre architecte devenu fou, et qui attaqua ses ouvriers avec une hache. Il fut reconnu coupable et condamné à passer le restant de sa vie dans l’asile qu’il avait construit. Le roman graphique Arkham Asylum (Arkham Asylum: A Serious House on Serious Earth) indique que l’asile a été nommé d’après Elizabeth Arkham, la mère du fondateur Amadeus Arkham. Le premier nom de l’asile fut « Arkham Hospital ». Sa sombre histoire commença au début des années 1900 quand la mère d’Arkham, ayant souffert de troubles psychiques la majorité de sa vie, se suicida. Cependant, il fut plus tard dévoilé que son fils l’avait en fait euthanasiée et en avait réprimé le souvenir. Amadeus décida alors, en tant que seul héritier de la propriété d’Arkham, de remanier la maison familiale dans le but de soigner les troubles psychiatriques pour que d’autres personnes ne subissent pas le même destin que sa mère.
Avant la rénovation de l'hôpital, Amadeus Arkham soignait ses patients au State Psychiatric Hospital de Metropolis, où il vivait avec sa femme Constance et sa fille Harriet. En dévoilant ses projets à sa famille, ils retournèrent à la maison familiale pour superviser les travaux. A la même époque, Amadeus Arkham reçu un appel de la police lui annonçant que Martin "Mad Dog" Hawkins (en), un tueur en série dont il s’était occupé au State Psychiatric Hospital, s’est échappé de prison et sollicitait son avis sur l’état d’esprit du meurtrier. Peu de temps après, Amadeus Arkham retourna chez lui et trouva la porte d’entrée grande ouverte. A l’intérieur, il découvrit les corps violés et mutilés de sa femme et de sa fille dans une pièce du haut, avec la signature de Mad Dog gravée sur le corps d’Harriet. Malgré cette tragédie familiale, l’Elizabeth Arkham Asylum for the Criminally Insane est officiellement ouvert en novembre de la même année.
Avec sa santé mentale en lambeaux, le Dr. Arkham conçut un plan d’étage qui évoque des runes occultes. Il croyait que le motif chasserait la mystérieuse chauve-souris qui hantait ses rêves. L’un de ses premiers patients fut Mad Dog, qu’Amadeus Arkham insista de traiter personnellement. Après s’être occupé de Mad Dog pendant six mois, Amadeus Arkham l’attacha pour un traitement à l'électrochoc, puis l’électrocuta délibérément. L’équipe médicale fit passer sa mort pour un accident, mais cela contribua à la descente graduelle d’Amadeus Arkham dans sa folie. Finalement, il devint un patient dans son propre asile après avoir essayé de tuer son agent de change en 1929, et où il mourut en gravant avec ses ongles les mots d’un sortilège sur les murs et le sol de sa cellule et en chantant d’une voix forte « The Star-Spangled Banner » dans la version originale (dans la VF, il récite le poème Demain, dès l'aube… de Victor Hugo).

## Histoire éditoriale
L’Asile d’Arkham apparaît pour la première fois en octobre 1974 dans Batman no 258, écrit par Dennis O'Neil et dessiné par Irv Novick. Dans cette histoire, il est appelé « Arkham Hospital », bien qu’il ne soit pas précisé quel type d’hôpital il est. « Arkham Asylum » apparaît dans une autre histoire d’O'Neil l’année suivante, mais ce n’est qu’en 1979 que « l’Arkham Asylum » remplace complètement « l’Arkham Hospital » et « l’Arkham Sanitarium » occasionnel, comme nom officiel de l’institution. C’est aussi en 1979 que le rapprochement de l’Asile de Gotham commence ; il est complété en 1980, quand Batman no 326 de Len Wein décrit l’emplacement de l’asile « dans la banlieue de Gotham City ». C’est peut-être pour cette raison que Batman no 326 est listé dans certaines histoires comme la première apparition de l’Asile d’Arkham. C’est aussi Wein qui, dans le Who's Who: The Definitive Dictionary of the DC Universe no 1 de 1985, créa son histoire actuelle.
L’Asile d’Arkham fut démoli ou détruit à plusieurs reprises, notamment durant les évènements de Batman: The Last Arkham. Il fut aussi sérieusement endommagé au début du récit Knightfall, quand Bane utilisa des munitions volées pour faire sauter l’établissement et libérer les patients. Après ces évènements, l’asile est déplacé dans un grand manoir, le « Mercey Mansion ». Au début du récit du No Man's Land, l’asile est fermé et tous les patients sont libérés. Dans ce cas, une minuterie a été utilisée pour ouvrir les portes deux minutes avant que la ville soit scellée. Cela fut mis en place par le directeur lui-même, le Dr. Jeremiah Arkham, neveu d’Amadeus Arkham, qui fit le choix de les libérer au lieu de les voir mourir de faim ou s’entre-tuer. Au milieu de l’histoire, il est révélé durant l’arc narratif du « Fils Prodigue » (Prodigal) que Batman avait installé une base secrète dans le sous-sol de l’asile. Cette base était la « Batcave Nord-ouest » mais elle fut détruite par Black Mask durant Battle for the Cowl.
Dans le one-shot Battle for the Cowl, le Dr. Jeremiah Arkham erre parmi les restes de l’asile alors qu'il réfléchit sur sa vie. Il révèle qu’il a découvert des plans créés par son oncle, le Dr. Amadeus Arkham, pour un nouvel Asile Arkham. Arkham se résout à reconstruire l’établissement selon la vision de son ancêtre, mais pour qu’il serve de véritable asile pour les malades dans le but de les protéger du monde extérieur.
Dans la mini-série Arkham Reborn, l’asile est reconstruit et financé par le Dr. Arkham. Mais dans Batman no 697, le Dr. Arkham s’avère être le nouveau Black Mask et est un patient dans son propre asile. Il est aussi révélé dans Arkham Reborn, qu’en tant que Dr. Arkham et Black Mask, il commence à manipuler les patients, une intrigue qui arrive à son point culminant dans Detective Comics avec Alyce Sinner devenant la nouvelle directrice de l’institut, mais qui travaille secrètement pour Arkham/Black Mask.
Durant Batman Eternal, l’Asile d’Arkham est détruit lors de l’assaut des vilains contre Batman, et au même moment, Bruce Wayne déclare faillite après que Wayne Enterprises a perdu la plupart de ses actifs à la suite du plan de Silence. Par conséquent, le Manoir Wayne est réquisitionné par la ville et transformé en nouvel Asile d’Arkham. Bruce décide d’accepter la situation en réalisant qu’il peut ainsi mieux surveiller ses ennemis puisqu’il connaît toutes les entrées et sorties du Manoir (après avoir scellé l’entrée qui partait du Manoir pour la Batcave).

## Les patients
À l’origine, l’Asile d’Arkham est seulement utilisé pour accueillir les patients ayant des troubles psychiques et n’ayant aucun lien avec Batman. Mais durant les années 1980, une tendance se mit en place et la majorité des adversaires de Batman finirent à Arkham.
L’Asile d’Arkham est dépeint dans d’autres publications de DC Comics, autres que les titres de Batman. Dans le run d’Alan Moore dans Swamp Thing, le Floronic Man (en) y est détenu. Dans The Sandman de Neil Gaiman, le Doctor Destiny s’échappe de l’asile. Il est également présent dans différentes mini-séries comme Crisis on Infinite Earths, Identity Crisis, Day of Vengeance et Countdown to Final Crisis, parmi d’autres.
De nombreux personnages de DC Comics ont été patients à l’Asile d’Arkham.

## Romans graphiques présentant l’Asile d’Arkham

### Arkham Asylum
Arkham Asylum (Arkham Asylum: A Serious House on Serious Earth) est un roman graphique écrit par Grant Morrison et peint par Dave McKean. Il fut publié par DC en 1989. Il est fait référence au traitement de plusieurs patients, comme la tentative de sevrer Double-Face de sa dépendance à sa pièce pour prendre des décisions, d’abord avec un dé puis avec un jeu de cartes. Une fois de plus, les patients prennent le contrôle de l’asile.

### Batman: The Last Arkham
Batman: The Last Arkham a été écrit par Alan Grant et dessiné par Norm Breyfogle, et était à l’origine un arc narratif en 4 numéros de la série Batman: Shadow of the Bat. Dans celui-ci, le vieil Asile est détruit pour être remplacé par un établissement plus moderne. L’histoire introduit Jeremiah Arkham, le directeur de l’asile et neveu d’Amadeus Arkham. Lors d’une tentative pour découvrir comment les criminels, et en particulier Zsasz, continuaient de s’échapper, Batman se fait interner dans l’asile. Jeremiah utilise différentes méthodes, comme lâcher des patients sur Batman, dans le but d’avoir un aperçu de la psychologie du justicier.
Cette histoire fait plusieurs fois référence aux évènements qui se sont déroulés dans A Serious House on Serious Earth.

### Arkham Asylum: Living Hell
Arkham Asylum: Living Hell est écrit par Dan Slott, dessiné par Ryan Sook avec les encrages de Sook, Wade Von Grawbadger et Jim Royal. La série a été éditée par Valerie D'Orazio.
Cette mini-série en 6 numéros et son édition reliée ont fourni un regard complexe et à plusieurs niveaux sur l’Asile du point de vue de plusieurs personnages : le directeur Jeremiah Arkham ; la psychiatre Anne Carver ; les gardes, principalement Aaron Cash ; et les patients. Warren « The Great White Shark » White est accusé et jugé pour fraude. Pour éviter la prison, il tente de soudoyer le jury et le juge s’en apercevant, l’envoie à l’Asile d’Arkham, lieu dont White n’avait jamais entendu parler. Il réalise bientôt les horreurs que renferme le lieu et tente de survivre.

### Black Orchid
Orchidée noire (Black Orchid), écrit par Neil Gaiman et dessiné par Dave McKean, parle aussi de l’Asile. Le roman graphique récompensé d’un prix introduit une nouvelle version de Black Orchid qui était morte. Elle est ressuscitée et commence une quête pour retrouver son identité. Durant celle-ci, elle rencontre Batman qui la dirige vers l’Asile d’Arkham, où elle rencontre le Chapelier Fou, Poison Ivy, Double-Face et le Joker. Arkham est vu comme un lieu désespéré où les patients vivent dans la terreur, comme dans A Serious House on Serious Earth, qui a également été illustré par McKean.

### Arkham Reborn
Arkham Reborn est une mini-série en trois parties écrite par David Hine et illustrée par Jeremy Haun. Elle raconte l’histoire de la reconstruction de l’Asile après qu’il a été détruit par Black Mask durant les évènements de Battle for the Cowl. Dans Batman no 697, il est révélé que le Dr. Jeremiah Arkham est le nouveau Black Mask. Plus d’informations sont révélées sur le Dr. Jeremiah Arkham dans Detective Comics no 864 et no 865.

### Batman: The Man Who Laughs
The Man Who Laughs est un one-shot écrit par Ed Brubaker et illustré par Doug Mahnke et Patrick Zircher, sorti en février 2005. Le comic dévoile une partie de la sombre histoire de l’asile. Alors qu’une journaliste réalise un reportage sur les rénovations du bâtiment, le Joker l’empoisonne avec son équipe et vole le van qui lui permet de diffuser des vidéos quand il veut. Après avoir semé le chaos, il finira par être à nouveau enfermé derrière les barreaux, dans une camisole de force à Arkham.
Le roman graphique fut réédité avec Detective Comics no 784 à 786 – un arc narratif intitulé « Made of Wood », également écrit par Brubaker avec les dessins de Zircher. Dans le récit, Batman et Green Lantern traquent le tueur en série « Made of Wood », dont la série de crimes fut stoppée lors de son admission à l’Asile d’Arkham. L’ancien commissaire James Gordon poursuit également le meurtrier et réduit sa liste de suspects à deux hommes admis à Arkham en décembre 1948. Le seul encore en vie ne peut marcher et ignore tout des meurtres. Gordon découvre que le petit-fils du second est celui qui a repris le manteau du « Made of Wood ».

## Autres médias
- Dans le film Batman Begins, l'asile d'Arkham est située au cœur de Gotham City, sur une île séparée du reste de la ville par des ponts levis. Y sont notamment enfermés les criminels que le Dr Jonathan Crane parvient à faire passer pour irresponsables, ce qui lui permet de tester sur eux sa toxine hallucinogène.
- L'asile d'Arkham est le décor du jeu vidéo Batman: Arkham Asylum.